# Grytnäs distrikt
Grytnäs distrikt är ett distrikt i Avesta kommun och Dalarnas län. Distriktet ligger omkring de norra delarna av tätorten Avesta i sydöstra Dalarna. 

## Tidigare administrativ tillhörighet
Distriktet inrättades 2016 och utgörs av en del av området som Avesta stad omfattade till 1971, delen som före 1967 utgjorde Grytnäs socken.
Området motsvarar den omfattning Grytnäs församling hade vid årsskiftet 1999/2000. 

## Tätorter och småorter
I Grytnäs distrikt finns två tätorter och fyra småorter.

### Tätorter
- Avesta (del av)
- Nordanö (del av)

### Småorter
- Grönvallen
- Hyttan
- Södra Kyrkbyn
- Övrabyn